# Comité Paralímpico de China Taipéi
El Comité Paralímpico de China Taipéi es el comité paralímpico nacional que representa a Taiwán. Esta organización es la responsable de las actividades deportivas paralímpicas en el país. Es miembro del Comité Paralímpico Internacional y del Comité Paralímpico Asiático.